# 伊瑟瑞爾·布薩德
伊瑟瑞爾·布薩德（英語：Israel Broussard，/ˈbruːsɑːrd/，1994年8月22日—）是美国演员。 他在喜剧片《怦然心动》中首次亮相，并因在犯罪电影《珠光宝气》（2013）、电视剧《Perfect High》（2015）、惊悚片《H8RZ》（2015）、喜剧《Good Kids》（2016）中的角色而闻名 ）、恐怖电影《忌日快樂》（2017 年）及其 2019 年续集《忌日快樂2》2U，以及青春爱情片《愛的過去進行式》（2018 年）。